# 绒毛念珠芥
绒毛念珠芥（学名：Torularia mollipila）为十字花科念珠芥属下的一个种。

## 扩展阅读
- 維基物種上的相關：绒毛念珠芥